# Велика источна криза
Велика источна криза је почела на османским територијама на Балкану 1875, избијањем неколико устанака и ратова који су резултирали мијешањем међународних сила, и завршила се Берлинским споразумом у јулу 1878. године.

## Историја
Стање османске администрације на Балкану наставља да се погоршава током 19. вијека када централна влада постепено губи контролу над цијелим провинцијама. Реформе које намећу европске силе довеле су до побољшања услова живота хришћанског становништва, док је у исто вријеме довело до незадовољства значајног дијела муслиманског становништва. Босна и Херцеговина је претрпјела најмање два таласа побуне од стране локалног муслиманског становништва. Аустрија се консолидовала послије превирања у првој половини вијека и захтјева да се рехабилитује њена дугогодишња политика експанзије на рачун Османског царства. У међувремену, de iure аутономне, de facto независне кнежевине Србија и Црна Гора, такође настојао да прошире своје територије на рачун региона гдје су насељени њихови сународници. Националистичка и иредентистичка осјећања била су јака и охрабрене од стране Русије.
Дана 24. августа 1854, за вријеме Кримског рата, Османско царство је узело своје прве иностране зајмове. Царство је ушло у кредите, дјелимично за финансирање изградње железнице и телеграфске линије, а дијелом за финансирање дефицита између прихода и великих расхода у царски двор, као што је изградња нових палата на Босфорском мореузу у Истанбулу. Османска морнарица, 1875. године, је имала 21 бојних бродова и 173 ратних бродова других врста, који су формирали трећу највећу поморску флоту на свијету, послије оних из британске и француске морнарице. Сви ови расходи су ставили велики притисак на османску ризницу. У међувремену, тешка суша у Анадолији 1873. и поплаве 1874. изазвале су глад и распрострањено незадовољство у срцу царства. Због пољопривредне несташице дошло је до смањења прикупљеног пореза, што је натјерало владу под притиском отплате кредита у октобру 1875, повећа порез у свим њеним покрајинама, укључујући и Балкан.
Одлука о повећу порезе за плаћање дугова Османског царства страним кредиторима изазвала је бијес у балканским провинцијама, што је кулминирало у Великој источној кризи и коначно руско-турски рат (1877—1878) која је обезбједио независност или аутономију за хришћанске народе на балканским територија царства, Берлинским споразумом у јулу 1878. године.
Историчар Марош Меличарек пише да се Велика источна криза не би могла окончати без учешћа Србије као кључне балканске државе.

## Хронологија
Ратови и сукоби:
- Невесињска пушка (1875—77)
- Априлски устанак (1876)
- Црногорско-турски рат (1876—1878)
- Српско-турски ратови (1876—1878)
  - Први српско-турски рат
  - Други српско-турски рат
- Руско-турски рат (1877—1878)
- Румунско-турски рат (1877—1878)
- Кумановски устанак (1878)
- Аустроугарска окупација Босне и Херцеговине (1878)

Споразуми:
- Санстефански споразум (1878)
- Берлински споразум (1878)

## Последице
Устанци и ратови били су катастрофални за османску економију. У међувремену, Француска је окупирала османски Тунис 1881, уз образложење да су из Туниса трупе прешле границу у колонију Алжира, која је такође припадала Османском царству све до 1830. године. Годину дана касније, 1882, Британска империја је окупирали османски Египат, са изговором пружања војне помоћи Османлија у заустављању Урабијевог устанка. Османска влада је раније дала у закуп Кипар Великој Британији 1878, у замену за британску подршке на Берлинском конгресу исте године. Добијање Кипра и Египта, Британија добила важно упориште на истоку Медитерана и контролу над Суецким каналом; док је Француска повећала своје посједе у западном медитеранској обали северне Африке додавањем Туниса својој империји, као француског протектората.
Аустроугарски војни гарнизони, 1878. године, били су стационирани у Босанском вилајету и Новопазарском санџаку. Искористивши хаотичног окружења која је уследила након младотурске револуције 1908, Бугарска је прогласила независност 5. октобра 1908. Сутрадан, Аустроугарска је једнострано анектирала Босну 6. октобра 1908, али је повукао своје војне снаге из Новог Пазара у нади да ће да постигне компромис са османском владом и избегне рат (Османско царство је изгубило Новопазарски санџак у балканским ратовима 1912-1913)